# John Murray (7e duc d'Atholl)
Pour les articles homonymes, voir John Murray et Murray.
John Murray  (6 août 1840 – 20 janvier 1917), 7e duc d'Atholl. Il est marié à Louisa Moncrieffe.  

## Biographie
Son nom et rang est « Seigneur John James Hugh Henry Stewart-Murray (7e duc d'Atholl) » mais il est employé plus simplement « John Murray (7e duc d'Atholl) »